# Александровка (Можайский район)
Александровка — деревня в Можайском районе Московской области, в составе сельского поселения Замошинское. Численность постоянного населения по Всероссийской переписи 2010 года — 66 человек. До 2006 года Александровка входила в состав Замошинского сельского округа.
Деревня расположена на западе района, на суходоле, примерно в 7 км к юго-западу от Уваровки и в 0,5 км южнее автотрассы М1 Беларусь, высота над уровнем моря 253 м. Ближайшие населённые пункты — примыкающее на юге Мокрое, Хващёвка на севере и Вышнее на северо-востоке.